# Assaí (ort)
Assaí är en ort i Brasilien.   Den ligger i kommunen Assaí och delstaten Paraná, i den södra delen av landet, 900 km söder om huvudstaden Brasília. Assaí ligger 572 meter över havet och antalet invånare är 12 545.
Terrängen runt Assaí är lite kuperad. Assaí är det största samhället i trakten. 
Trakten runt Assaí består till största delen av jordbruksmark. Runt Assaí är det ganska glesbefolkat, med 38 invånare per kvadratkilometer.